# Nadie ha dicho (remix)
 Nadie ha dicho (remix) es una canción interpretada por la italiana Laura Pausini con el dúo cubano Gente de Zona. Fue lanzada digitalmente el 9 de marzo de 2018 bajo el sello discográfico Warner Music como sencillo.

## Antecedentes
Tras el éxito de la canción Nadie ha dicho que contiene el álbum Hazte sentir de Laura Pausini, el grupo cubano Gente de Zona ha hecho una versión latina y ha propuesto a la cantante italiana, entusiasta, accedió a cantar con la banda, la liberación de la versión reguetón como sencillo el 9 de marzo de 2018.
Sobre la colaboración Laura Pausini dijo: 

Hace dos años hablé con Gente de Zona sobre la posibilidad de trabajar juntos, es uno de los grupos latinoamericanos que son amados en mi tierra.  Nadie dijo  es una canción que escribí con grandes compositores italianos y Gente de Zona lo ha adaptado en algunas partes de la letra y, por supuesto, han puesto su ritmo. Realmente me gustó el resultado. Italia y Cuba juntos!

## Formatos
Descarga digital
| "Nadie ha dicho (remix)" |                           |          |  |
| N.º                      | Título                    | Duración |  |
| 1.                       | «Nadie ha dicho (remix)"» | 3:38     |  |

## Vídeo musical
El vídeo musical oficial de la canción fue filmado en el Design District de Miami y dirigido por Leandro Manuel Emede.